# Вест-Ньюбері (Массачусетс)
Вест-Ньюбері (англ. West Newbury) — місто (англ. town) в США, в окрузі Ессекс штату Массачусетс. Населення — 4500 осіб (2020).

## Демографія
Згідно з переписом 2010 року, у місті мешкало 4235 осіб у 1508 домогосподарствах у складі 1241 родини. Було 1580 помешкань
Расовий склад населення:
| - 97,4 % — білих - 1,0 % — азіатів - 0,1 % — корінних американців - 0,1 % — чорних або афроамериканців |

До двох чи більше рас належало 1,1 %. Частка іспаномовних становила 1,6 % від усіх жителів.
За віковим діапазоном населення розподілялося таким чином: 26,9 % — особи молодші 18 років, 61,7 % — особи у віці 18—64 років, 11,4 % — особи у віці 65 років та старші. Медіана віку мешканця становила 44,9 року. На 100 осіб жіночої статі у місті припадало 98,7 чоловіків;  на 100 жінок у віці від 18 років та старших — 94,1 чоловіків також старших 18 років.
Середній дохід на одне домашнє господарство  становив 164 693 долари США (медіана — 135 882), а середній дохід на одну сім'ю — 180 998 доларів (медіана — 158 705). Медіана доходів становила 96 996 доларів для чоловіків та 65 000 доларів для жінок. За межею бідності перебувало 5,7 % осіб, у тому числі 7,0 % дітей у віці до 18 років та 4,3 % осіб у віці 65 років та старших.
Цивільне працевлаштоване населення становило 2367 осіб. Основні галузі зайнятості: освіта, охорона здоров'я та соціальна допомога — 22,3 %, науковці, спеціалісти, менеджери — 18,8 %, виробництво — 14,0 %.